# Meggyvágó
A meggyvágó (Coccothraustes coccothraustes) a madarak osztályának verébalakúak (Passeriformes) rendjébe és a pintyfélék (Fringillidae) családjába tartozó faj.

## Rendszerezése
A fajt Carl von Linné svéd természettudós írta le 1758-ban, a Loxia nembe Loxia Coccothraustes néven.

## Alfajai
- Coccothraustes coccothraustes coccothraustes (Linnaeus, 1758) - Európa, Szibéria nyugati és középső része és Mongólia északi része
- Coccothraustes coccothraustes buvryi (Cabanis, 1862) - Afrika északnyugati része
- Coccothraustes coccothraustes nigricans (Buturlin, 1908) - Ukrajna déli része, a Kaukázus vidéke, északkelet-Törökország és észak- Irán
- Coccothraustes coccothraustes humii (Sharpe, 1886) - Kazahsztán déli része, Üzbegisztán keleti része és északkelet-Afganisztán
- Coccothraustes coccothraustes schulpini (H. Johansen, 1944) - Szibéria délkeleti része, északkelet-Kína és a Koreai-félsziget
- Coccothraustes coccothraustes japonicus (Temminck & Schlegel, 1848) - Kamcsatka, Szahalin, a Kuril-szigetek és Japán [2]

## Előfordulása
Európa és Ázsia területén honos. Vándorlásai során eljut Alaszkába is. Lombos és elegyes erdők, parkok és gyümölcsösök lakója.

### Kárpát-medencei előfordulása
Magyarországon rendszeresen fészkelő, állandó, de az állomány egy része elvonul.

## Megjelenése
Testhossza 18 centiméter, szárnyfesztávolsága 29–33 centiméter, testtömege pedig 46–80 gramm. Feje nagy, nyaka rövid, termete tömzsi. Kékesfekete szárnyain fehér keresztszalag található. Feje fahéjszínű, háta gesztenyebarna, testalja ibolyaszínű. Fekete torokfoltja van.
|  |

## Életmódja
Magevő madár, elsősorban kemény magvak, vadcseresznye, galagonya, juhar, kökény és kőris terméseit és rügyeit fogyasztja, de megeszi a hernyókat is.

## Szaporodása

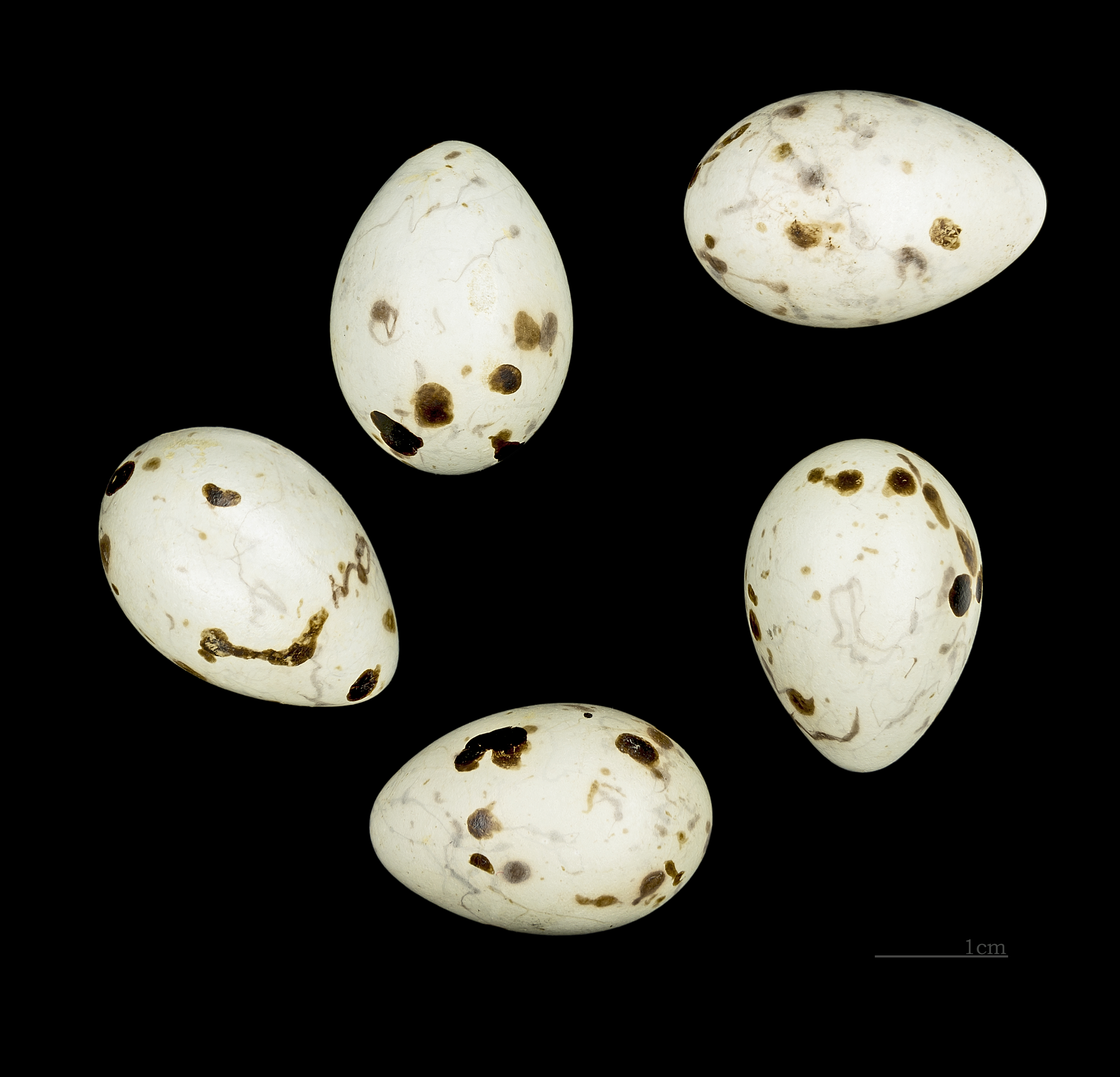
Meggyvágó tojása

A fészket a tojó építi áprilisban. Fészekalja 5 tojásból áll, melyen  12-13 napig kotlik a tojó és a hím eteti őket. Kotlófoltja van, ami elősegíti a költést. A kikelés után a családok még hosszabb időt töltenek együtt.

## Védettsége
A Természetvédelmi Világszövetség értékelése szerint jó kilátásokkal rendelkezik. Az európai állomány stabilnak mondható, Magyarországon védettséget élvez, természetvédelmi értéke 25 000 forint.